# 奇諾伊
奇諾伊是津巴布韋的城鎮，也是西馬紹納蘭省的首府，位於首都哈拉雷西北120公里，海拔高度1,200米，建城於1906年，居民主要從事農業，鎮內有當地巴士服務，2002年人口56,794。